# 快川紹喜

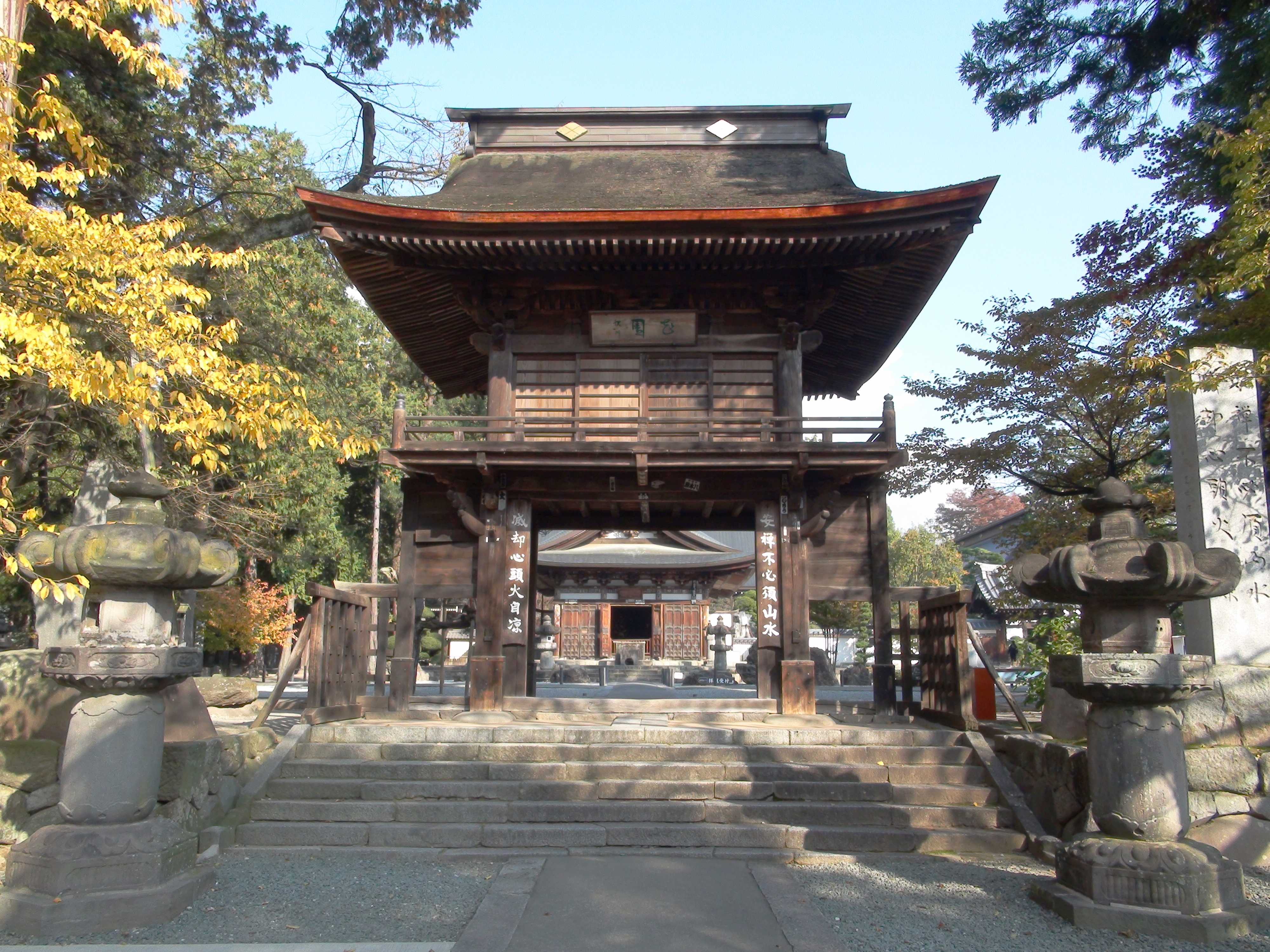
恵林寺三門。右の柱に「安禅不必須山水」、左の柱に「滅却心頭火自涼」の偈が記されている。

快川 紹喜（かいせん じょうき、1502年〈文亀2年〉 - 1582年4月25日〈天正10年4月3日〉）は、戦国時代から安土桃山時代にかけての臨済宗妙心寺派の僧。諱（いみな）は紹喜（じょうき）。字は快川。

## 略歴
俗姓は土岐氏で、美濃国の出身といわれるが、別説もある。1513年（永正10年）、12歳で出家。
1545年（天文14年）5月16日、快川の母が亡くなる。
妙心寺の仁岫宗寿の法を継いだ。美濃国の寺院を経て妙心寺の43世に就任し、美濃の崇福寺住職となる。美濃国主の斎藤義龍との間で「永禄別伝の乱」と呼ばれる宗教上の混乱が起こり、いったん美濃を離れるが、義龍の死去にともない帰国。
1564年（永禄7年）には甲斐国の武田信玄に招かれて恵林寺（甲州市塩山）に入寺し、武田氏と美濃斎藤氏との外交僧も務めている。甲斐では信玄に機山の号を授けている。
『甲陽軍鑑』によれば、1565年（永禄8年）10月初旬に信玄の嫡男・武田義信が謀反を企てるが事前に察知され、義信は甲府・東光寺（甲府市東光寺）に幽閉された。このとき快川は長禅寺住職・春国光新、東光寺住職・藍田恵青とともに信玄・義信間の調停を試みるが、1567年（永禄10年）10月19日に義信は東光寺において自害した。
1573年（元亀4年）4月12日、信玄は「西上作戦」の途中、信濃国伊那郡駒場において死去する。信玄の死は秘匿され、家督は四男の武田勝頼が継承した。1576年（天正4年）4月には、恵林寺において快川を大導師に、勝頼を喪主として信玄の葬儀が行われた（『天正玄公仏事法語』）。
1581年（天正9年）、正親町天皇より大通智勝国師という国師号を賜る。
1582年（天正10年）3月、織田信長の甲州征伐により武田氏は天目山において滅亡する。これにより武田領内が混乱すると、快川は信長に敵対した佐々木次郎（六角義定）、三井寺の上福院、足利義昭の家臣の大和淡路守らを恵林寺に匿い、織田信忠からの引渡し要求を拒否した。これは中世において寺院は聖域であるとする社会的観念があったためとされる。その後に恵林寺は織田氏による焼討ちにあい、快川は一山の僧とともに焼死した。
「滝のぼる 鯉の心は 張り弓の 緩めば落つる 元の川瀬に」という言葉でも知られる。
弟子には南化玄興や一鶚宗純、伊達政宗の教育の師として有名な虎哉宗乙がいる。

## 心頭滅却すれば火も自ら涼し
1582年（天正10年）に恵林寺において焼死したとき、「安禅不必須山水　滅却心頭火自涼」（安禅必ずしも山水を須〈もち〉ひず　心頭滅却せば火も自づから涼し）の辞世を残したといわれている。この言葉は、碧巌録による禅の公案であるが、そもそもは杜荀鶴（846年 - 904年〈907年？〉）の詩である「夏日題悟空上人院」の「三伏閉門披一衲、兼無松竹蔭房廊。安禅不必須山水、滅得心中火自涼。」が原典である。
ことわざの「心頭を滅却すれば火も亦た涼し」は誤読といわれる。
なお、この辞世は『甲乱記』では快川と問答した僧・高山の言葉とされており、同時代文献には見られず近世の編纂物に登場していることから、本来は快川の逸話でなかった可能性が指摘されている。

## 登場作品
テレビドラマ
- 『国盗り物語』 (1973年、NHK大河ドラマ、演：島田正吾)
- 『独眼竜政宗』 (1987年、NHK大河ドラマ、弟子の虎哉（演：大滝秀治）が登場し、梵天丸が「心頭を滅却すれば火もまた涼し」を言う）
- 『功名が辻』（2006年、NHK大河ドラマ、演：松野健一）
- 『軍師官兵衛』（2014年、NHK大河ドラマ、演：山本學）
- 『信長燃ゆ』（2016年、テレビ東京、演：津川雅彦）

　小説
- 『難儀でござる（一句、言うてみい）』 （2006年、光文社、著：岩井三四二）